# Le Bruit des arbres
Le Bruit des arbres is een Canadese film uit 2015 onder regie van François Péloquin. De film ging in première op 6 juli op het Internationaal filmfestival van Karlsbad.

## Verhaal
De zeventienjarige Jérémie droomt van een ander leven dan hetgeen hem te wachten staat in de familiezagerij in het kleine landelijke dorpje in Canada waar hij woont. Hij is meer geïnteresseerd in het pimpen van zijn auto, luisteren naar hiphop en rondhangen met zijn vrienden. De relatie tussen Jérémie en zijn vader wordt er niet beter op wanneer de oudere broer van Jérémie trouwt en het huis verlaat.

## Rolverdeling
| Acteur                 | Personage        |
| ---------------------- | ---------------- |
| Antoine L'Écuyer       | Jérémie Otis     |
| Roy Dupuis             | Régis Otis       |
| Willia Ferland-Tanguay | Maya             |
| Rémi Goulet            | Francis Veilleux |